# Harrisburg, Oregon
Harrisburg är en ort i Linn County i delstaten Oregon, USA.